# 1756
Cette page concerne l'année 1756  du calendrier grégorien. Pour l'année 1756 av. J.-C., voir 1756 av. J.-C.
L'année 1756 est une année bissextile qui commence un jeudi.

## Événements
- Durant l’hiver 1755-1756, le gel et la neige causent un « dzoud » en Mongolie : les animaux sont décimés et une épidémie de variole emporte les gens[1].

- Février : un corps expéditionnaire chinois marche en Mongolie contre le khan de Dzoungarie et prend position sur l'Ili[2] et Amoursana doit fuir à Semipalatinsk en avril[3]. Il fait de nouveau appel à l’aide des Kazakhs d’Ablaï khan. Vaincus par les troupes mandchoues, ils pillent la Dzoungarie. Amoursana échoue également dans ses efforts de gagner l’alliance de Catherine II de Russie. Peu de nobles oïrats le soutiennent, et le peuple des Arates est lassé de la guerre[1].

- 7 juin : mort de Badan Singh (en), qui ayant réuni les Jats réussit à élargir son fief de Bhâratpur sur une importante région au sud de Delhi (Âgrâ, Dholpur, Mathurâ…)[4].
- 20 juin : Siraj-ud-daulah, le nouveau nabab du Bengale, qui affirme son indépendance vis-à-vis du pouvoir moghol attaque Calcutta et s'empare du Fort William. 146 Britanniques sont confinés dans un local sans air, le « trou noir ». Les deux tiers meurent asphyxiés[5]. Les possessions britanniques se limitent alors à un ensemble de ports et de comptoirs répartis en trois résidences : Calcutta, Bombay et Madras.
- Juillet, Mongolie : un chef de deux régiments au service des Mandchous, Chingünjav, qui stationnait en Dzoungarie, ignore l’ordre de poursuivre Amoursana, traverse la frontière pour regagner son campement dans la région de Heuvsgeul (Koubsougoul) et se révolte contre l’empire Mandchou. Le soulèvement est rapidement maté et Chingünjav est exécuté en janvier 1757[6].
- 2 septembre : le différend qui oppose le bey de Tunis Ali Ier Pacha à son fils permet aux troupes de la Régence d’Alger d’envahir la Tunisie et de faire monter sur le trône un fils de Husayn ibn 'Ali, Mohammed, qui règne jusqu'en 1759[7].
- 22 septembre : Ali Ier Pacha est assassiné à Alger[7].

- Octobre : après que le vizir moghol Imad-ul-Mulk a repris le Pendjab aux Afghans, leur roi Ahmad Shah Abdali envahit à nouveau l’Inde et pille Delhi en janvier 1757[8].

- 1er novembre : les Français prennent possession des Seychelles[9].
- 16 novembre : la nouvelle de la déclaration de guerre entre Français et Britanniques arrive en Inde[10].

### Amérique
- 25 janvier, Versailles : Louis-Joseph, marquis de Montcalm (1712-1759), est nommé commandant des troupes françaises de la Nouvelle-France par le ministre Marc-Pierre de Voyer d'Argenson[11].
- 10 février : les Guaranis sont écrasés par les troupes portugaises et espagnoles coalisées à la bataille de Caibaté[12]. Fin de la guerre des Guaranis au Paraguay. Des milliers d'Indiens sont massacrés et les survivants doivent se réfugier dans la forêt.
- 27 mars : victoire française à la bataille de Fort Bull[13].
- 12 mai : Louis-Joseph de Montcalm arrive à Québec et devient le subalterne de Vaudreuil[11].
- 17 mai : début de la Guerre de Sept Ans (Indian War, ou Guerre de la Conquête) entre la France et la Grande-Bretagne (fin en 1763)[14]. Effectifs : Français alliés aux Indiens : 900 hommes ; Britanniques 1 850 hommes dont 450 Américains. Les Britanniques disposent de 158 vaisseaux contre 60 environ pour les Français. Au début de la guerre, les colons français dans l'Amérique du Nord sont seulement 85 000, les colons britanniques sont à peu près 1 million, et les Amérindiens 600 000.
- 11-14 août : victoire française à la bataille de Fort Oswego près du lac Ontario[11]. Louis-Joseph de Montcalm, allié aux Amérindiens, détruit Fort Oswego puis prend Fort William Henry, sur le Lac George, qui commande la haute vallée de l’Hudson (9 août). Il contrôle la région des Grands Lacs en Amérique du Nord. Le roi autorise Montcalm à mener son armée comme bon lui semble, sans l’accord du gouverneur Vaudreuil.
- 8 septembre : expédition Kittanning[15].

### Europe
- 16 janvier : traité de neutralité de Westminster entre la Prusse et la Grande-Bretagne, qui prévoit qu’en cas d’agression le Hanovre serait couvert par les troupes prussiennes. Ce traité remet en question l’équilibre diplomatique, l’Autriche se trouvant, par Grande-Bretagne interposée, alliée de la Prusse et de la Russie. Elle cherche un rapprochement avec la France[16].

- 18 février : tremblement de terre dans la région de Düren[17].

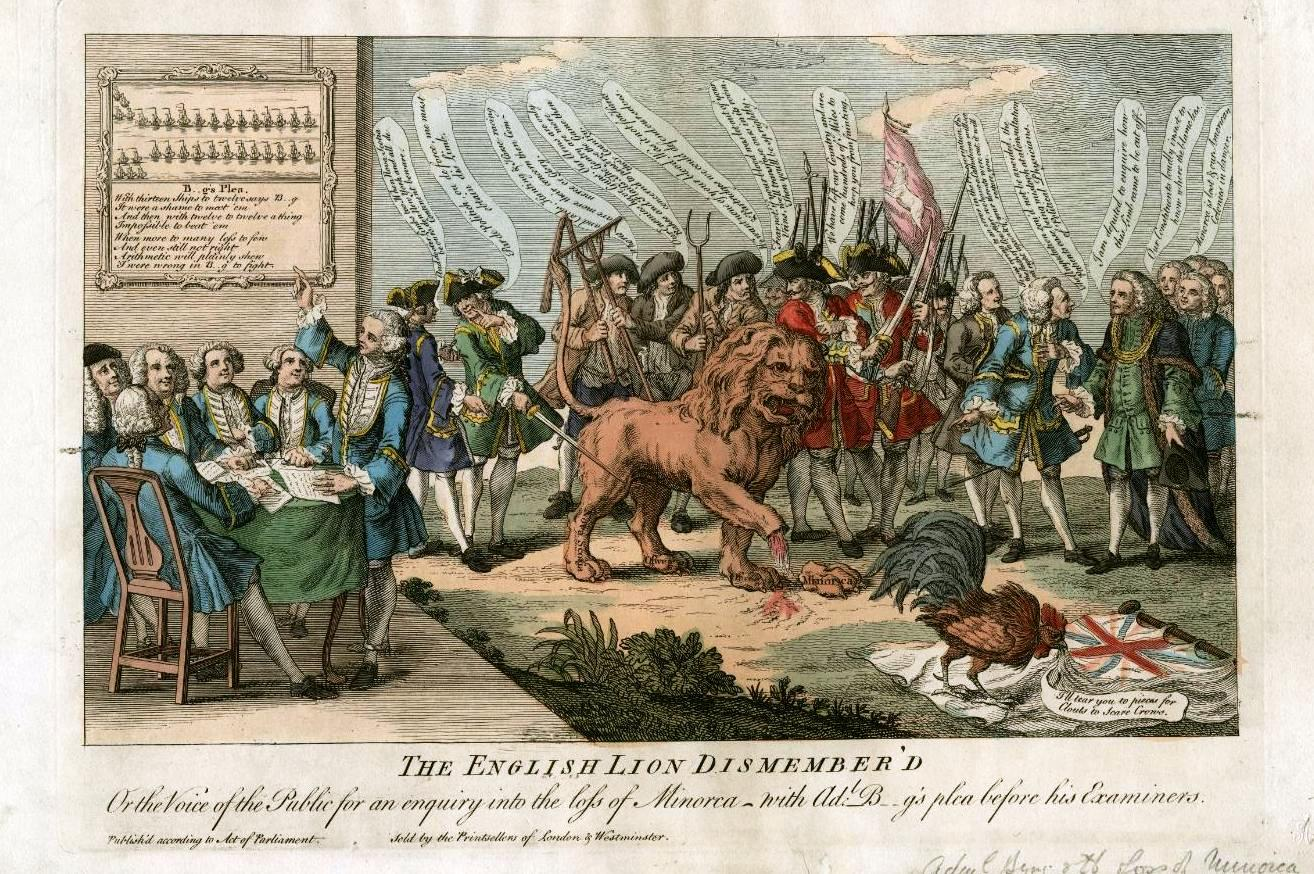
« Le Lion anglais démembré ». Gravure anglaise de 1756 après la défaite de Minorque face à la France.

- 18 avril : la France envahit Minorque aux mains des Britanniques[18].
- 21 avril : prise de Port Mahon par le maréchal de Richelieu[19].

- 1er mai : traité de neutralité et d'alliance défensive de Versailles signé à Jouy-en-Josas entre la France et l'Autriche, qui manifeste la politique dite « de renversement des alliances »[20]. Pour la première fois depuis 1498, le Roi de France est allié avec la maison de Habsbourg.
- 5 mai : Carvalho e Melo (futur marquis de Pombal) devient Premier ministre au Portugal (1756-1777)[21].
- 17 mai : le Royaume-Uni déclare la guerre à la France[19]. Début de la guerre de Sept Ans (fin en 1763). La France, l’Autriche, la Russie, la Saxe, la Suède et l’Espagne s’opposent à la Grande-Bretagne, la Prusse et le Hanovre.
- 20 mai : victoire franco-espagnole à la bataille de Minorque[18]. Prise de Minorque par les Français de La Galissonière. L’amiral Byng, qui défendait l’île, passe en cour martiale. Condamné à mort (27 janvier 1757), il est fusillé le 14 mars 1757[19].
- 25 mai : à Madrid, alternative de José Candido Esposito, matador espagnol. Cette alternative est la première enregistrée de l'histoire de la corrida[22].

- 9 juin : la France déclare la guerre au Royaume-Uni[19].
- 21 juin : découverte d’un complot des « Bonnets », partisans de renforcer le pouvoir royal en Suède ; les meneurs sont décapités les 23 et 28 juillet[23]. Adolphe Frédéric de Suède s’appuie sur le parti des « Chapeaux » (aristocratie) entre 1756 et 1765.
- Juin :
  - Pologne : une assemblée de rabbins réunie à Brody condamne les disciples de Jacob Frank, qui s’était proclamé rédempteur des Juifs, ainsi que les adeptes du « Messie » Shabbetaï Zevi (cf. 1666)[24]. Jacob Frank et les Frankistes se convertissent au christianisme.
  - Jacques Necker fonde une banque avec Thellusson et Isaac Vernet à Genève[25].
- 12 juillet : convention maritime entre le Danemark et la Suède[26].
- 24 juillet : arrivée à Paris de Fedor Dmitrievitch Bekhteev[27]. Reprise des relations diplomatiques entre la Russie et la France à l'instigation du vice-chancelier Vorontsov.

- 29 août : l’armée prussienne envahit la Saxe dont le roi doit capituler à Pirna malgré l'intervention des Russes[19].
  - L’attaque de la Saxe en août puis de l’Autriche par la Prusse déclenche les hostilités sur le continent. L’armée autrichienne (130 000 hommes), l’armée russe (120 000), l’armée française (130 000), l’armée du Saint Empire (armée des Cercles) et l’armée suédoise interviennent contre les 150 000 hommes de Frédéric II de Prusse et les 55 000 Britanniques du Hanovre. Louis XV doit intervenir pour éviter l’écroulement de l’Autriche.
- 10 septembre : prise de Dresde par les Prussiens. Début du siège de Pirna[28].

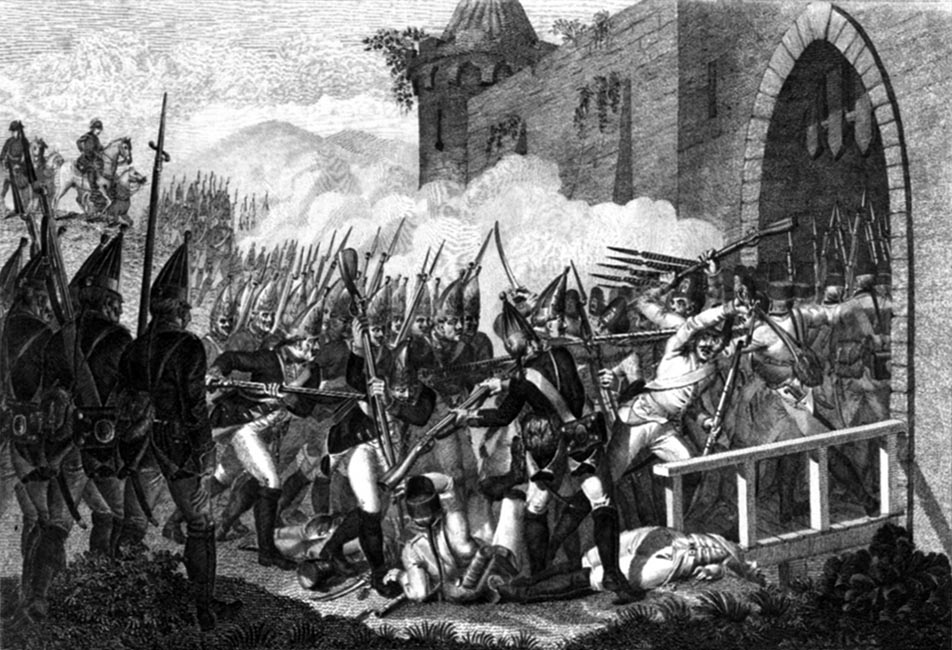
: bataille de Lobositz.

- 1er octobre : victoire de la Prusse sur l’Autriche à la bataille de Lobositz, en Bohême[19]. Frédéric II entreprend sans succès le siège de Prague.
- 17 octobre : capitulation de la Saxe à Pirna[19].
- 1er novembre : la France envoie un corps expéditionnaire en Corse commandé par le marquis de Castrie. Des garnisons françaises sont installées à Ajaccio, Bastia et Saint-Florent (1756-1764)[29].

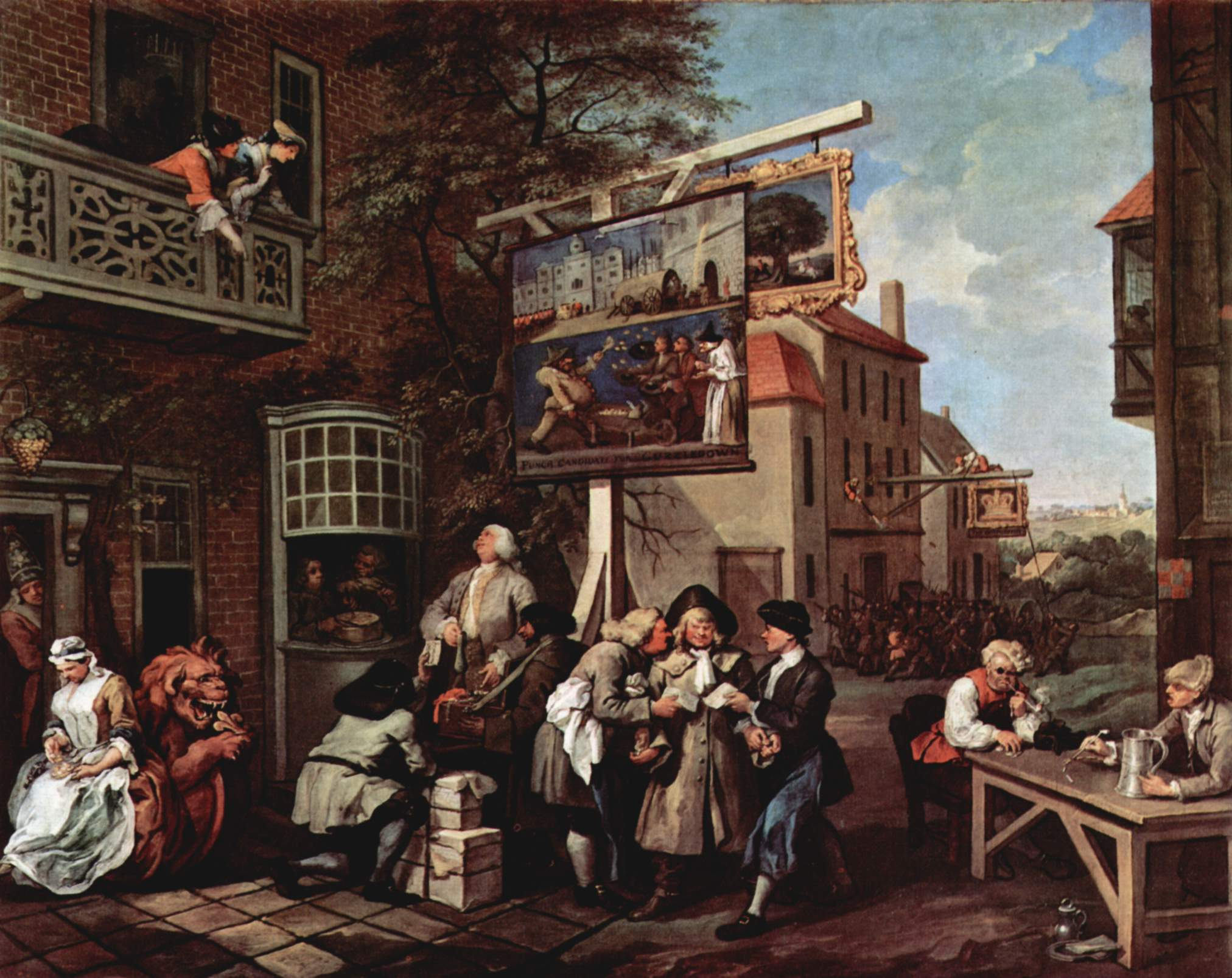
Élections au Royaume-Uni, gravure de William Hogarth

- 16 novembre : début du ministère whig de William Cavendish, duc de Devonshire, Premier ministre du Royaume-Uni (fin en 1757)[30].
  - William Pitt, partisan d’une guerre maritime et coloniale à outrance contre la France, démissionne pour protester contre l’engagement sur le continent. Il est appelé en novembre à la suite des défaites militaires. Il partage le pouvoir avec Newcastle et Henry Fox. Lui-même dirige la conduite de la guerre selon son programme de réveil national. La direction de l’Amirauté est confiée à l’amiral Anson, qui tient à bloquer les littoraux ouest et sud de la France.

- Ivan VI de Russie est emprisonné dans la forteresse de Schlüsselburg[31].

## Naissances en 1756
- 6 janvier :
  - Baltasar Hidalgo de Cisneros, officier de marine et administrateur colonial espagnol († 9 juin 1829).
  - Gaspare Landi, peintre italien († 24 février 1830).
- 16 janvier : Martin Michel Charles Gaudin, duc de Gaète, homme politique français, ministre des Finances du Consulat et de l'Empire († 5 novembre 1841).
- 19 janvier : Guillaume-Antoine Olivier, naturaliste et entomologiste français († 1er octobre 1814).
- 20 janvier : Jean-Antoine Constantin, peintre français († 9 janvier 1844).
- 23 janvier : Paolo Vincenzo Bonomini, peintre néoclassique italien († 17 avril 1829).
- 27 janvier : Wolfgang Amadeus Mozart, compositeur autrichien († 5 décembre 1791).
- ? janvier : Salvatore Tonci, peintre, graphiste, musicien, poète et chanteur d’origine italienne († 1844).

- 13 février : Louis Marie de Caffarelli du Falga, militaire français, général de brigade, général de la Révolution († 27 avril 1799).

- 4 mars : Henry Raeburn, peintre écossais († 5 juillet 1823).
- 16 mars : Jean-Baptiste Carrier, homme politique français († 16 décembre 1794).
- 24 mars : Thomas Gaugain, peintre et graveur français († 1812).

- 17 avril : Konrad Mannert, historien et géographe allemand († 27 septembre 1834).
- 26 avril : Johann Friedrich Dryander, peintre allemand († 29 mars 1812).

- 6 juin : John Trumbull, peintre américain († 10 novembre 1843).
- 7 juin : Edward Davies un écrivain gallois († 7 janvier 1831).
- 20 juin : Joseph Martin Kraus, compositeur et chef d'orchestre allemand († 15 décembre 1792).

- 1er juillet : Johann Peter von Langer, peintre allemand († 6 août 1824).
- 4 juillet : Louis Marie Turreau, conventionnel et général français († 10 décembre 1816).
- 27 juillet : Elisabeth Palm, peintre et graveuse suédoise († 27 juin 1786).

- 11 septembre : Étienne Hubert de Cambacérès, cardinal français, archevêque de Rouen († 24 octobre 1818).
- 24 septembre : Bénigne Gagneraux, peintre et dessinateur néo-classique français († 18 août 1795).
- 2 octobre : Jacob van Strij, peintre néerlandais († 4 février 1815).

- 26 décembre :
  - Bernard Germain Étienne de Laville-sur-Illon, comte de Lacépède, zoologiste et homme politique français († 6 octobre 1825).
  - Jean-Louis Laneuville, peintre français († 1826).

- Vers 1756 :
  - Isaac-François Lefébure-Wely, organiste, pianiste et compositeur français († 22 juin 1831).
  - Henri-Nicolas Van Gorp, peintre et aquarelliste français († après 1819).

## Décès en 1756
- 25 janvier : Christoph Thomas Scheffler, peintre baroque et rococo allemand (° 20 décembre 1699).
- 27 février : Matteo Bonechi, peintre italien (° 8 novembre 1669).
- 6 mars : Pierre Philibert de Blancheton, homme politique, mécène de la musique et collectionneur français (° 9 octobre 1697).
- 30 mars : Sebastián de Albero, claveciniste espagnol (° 10 juin 1722).
- 10 avril : Giacomo Antonio Perti, compositeur baroque italien (° 6 juin 1661).
- 16 avril : Jacques Cassini II, astronome français (° 18 février 1677).
- 30 mai : Elizabeth Elstob, femme de lettres britannique (° 29 septembre 1683).
- 28 juin : Armand de Rohan-Soubise, cardinal français, évêque de Strasbourg (° 1er décembre 1717).
- 28 août : Silvio Valenti-Gonzaga, cardinal italien (° 1er mars 1690).
- 30 août : Henry Furnese, marchand et homme politique britannique (° après 1688).

- Date précise inconnue :
  - Béguelin, espion (° vers 1675).
  - Stefano Gherardini, peintre italien (° vers 1696).
  - Siraj-ud-Din Ali Khan Arzu (en) Sirâj ud-Dîn 'Ali Khân Arzû, poète indien de langue persane[32].
  - Park Mun-su, fonctionnaire du gouvernement du roi Yeongjo de la dynastie Joseon de Corée  (° 1691).